# كوز-B
كوز-بي Cos-B هو قمر اصطناعي صغير وأول بعثة فضائية لمنظمة أبحاث الفضاء الأوروبية لدراسة مصادر أشعة غاما الكونية.أستمرت البعثة لمدة أكثر من ست سنوات، أي أربع سنوات أطول مما كان مقررا لها وانتهت في 25 أبريل عام 1982. انطلقت البعثة في في 9 أغسطس 1975 من مجمع الإطلاق -2 في قاعدة فاندنبرغ الجوية التابعة لوكالة ناسا بوسطة صاروخ دلتا 2913.